# Ekene Ibekwe
Ekene Ibekwe, né le 19 juillet 1985 à Los Angeles en Californie, est un joueur américano-nigérian de basket-ball. Il évolue aux postes d'ailier fort et de pivot.

## Biographie
Il est le frère de la joueuse de basket-ball Ify Ibekwe.

### Carrière universitaire
Ekene Ibekwe fait sa formation universitaire de 2003 à 2007 avec les Terrapins du Maryland.

### Carrière professionnelle
Ibekwe évolue dans de nombreux clubs : l'Hapoël Galil Elyon (Israël), Besançon (France), Selçuk Üniversitesi (Turquie), Gigantes de Carolina (Porto Rico), Iman Harbour (Iran), Genç Banvitliler (Turquie), Artland Dragons (Allemagne), Elitzur Ashkelon (Israël), BBC Bayreuth (Allemagne), Lagun Agro GBC (Espagne), New Zealand Breakers (Nouvelle-Zélande), Atenienses de Manati (Porto Rico), Gießen 46ers (Allemagne), Krasny Oktyabr (Russie), Club Sagesse (Liban), ČEZ Nymburk (République Tchèque), Francfort Skyliners (Allemagne) et Uşak Sportif (Turquie).
Il signe début mai 2017 pour la fin de saison 2016-2017 à l'Élan sportif chalonnais ou il remporte un titre de Champion de France (2017). Pour la saison 2017-2018, il part en Allemagne pour le club de Oettinger Rockets Gotha mais quitte le club à la fin de sa pige fin décembre 2017 et signe le 30 décembre de cette même année à Châlons Reims. Il joue pour la saison 2018-2019 à Levallois. Il signe au Liban au club de Beyrouth d'Al Riyadi le 18 août 2019. Fin novembre 2019 il signe à Pau-Lacq-Orthez.
Au mois d'août 2020, il fait son retour à Châlons Reims en signant pour la saison 2020-2021 de Jeep Élite. En février 2021, Ibekwe rejoint la Chorale de Roanne.

### Sélection nationale
En tant qu'international nigérian, il participe à deux Jeux olympiques (2012 et 2016) et à un Championnat du Monde (2006).

## Palmarès

### En club
- Champion de France de Pro B en 2008 avec Besançon.
- Champion de France de Pro A en 2017 avec Chalon-sur-Saône.

### Sélection nationale
- Troisième du Championnat d'Afrique en 2005.